# 유연한 대응

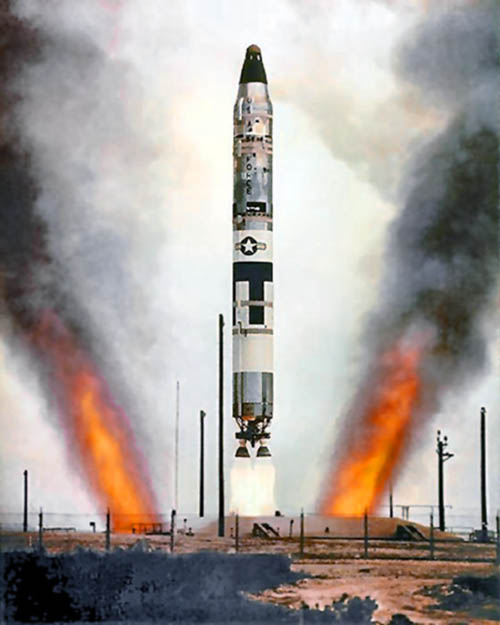
유연한 대응은 이 타이탄 II 미사일과 같은 핵무기뿐만 아니라 모든 전쟁 스펙트럼에서 싸울 수 있는 능력을 의미한다.

유연한 대응(영어: Flexible response)은 존 F. 케네디가 1961년에 존 F. 케네디 행정부가 드와이트 D. 아이젠하워의 뉴 룩과 그 대량응징보복 정책에 대해 회의적이었던 것을 해결하기 위해 시행한 방어 전략이었다. 유연한 대응은 전략적, 전술적, 재래식 수준에서 상호확증파괴를 요구하며, 미국이 핵무기에만 국한되지 않고 전쟁의 전 범위에 걸쳐 공격에 대응할 수 있는 능력을 부여한다.

## 역사
뉴 룩 정책은 처음에는 유용했지만, 억지 위협의 신뢰성을 약화시키는 대륙간 운반 체계의 도입으로 빠르게 구식이 되었다. 미국과 유럽 방어 전략의 초석은 미국이 더 이상 핵 위협에 의존하여 자신과 동맹국들의 안보를 제공할 수 없게 되면서 위협받게 되었다.
대통령 선거 운동 중에 존 F. 케네디는 공화당이 미국을 소련에 뒤처지게 하여 미사일 격차를 초래했다고 주장했다. 취임 후 케네디는 맥스웰 테일러 장군의 저서 《불확실한 나팔 소리(The Uncertain Trumpet)》를 미국 의회에 인용하며, 대량응징보복이 미국에 지상에서의 패배 또는 핵무기 사용이라는 두 가지 선택만을 남겼다는 결론을 들었다. 대량응징보복이 채택된 이후 기술이 발전했다. 통신 및 운송의 개선은 미군이 이전보다 더 효과적이고, 신속하며, 유연하게 배치될 수 있음을 의미했다. 고문들은 케네디에게 여러 선택지를 가지는 것이 대통령이 확대되거나 대안을 잃을 위험 없이 적절한 장소에 적절한 양의 병력을 적용할 수 있게 할 것이라고 설득했다. 이는 미국이 이제 저강도 옵션을 가지게 되어 대량응징보복의 전무한 옵션보다 더 많이 사용할 가능성이 높아지므로 억지력의 신뢰성을 향상시킬 것이다.
유연한 대응은 적의 공격에 신속하게 대처하기 위해 핵 옵션 외에도 전쟁의 스펙트럼에 걸쳐 여러 옵션을 개발하기 위해 시행되었다. 또한, 보복 능력의 생존 가능성이 강조되어 전략군의 다양화, 전략 삼원색의 개발, 그리고 전략공군사령부 병력의 절반이 영구 경계 상태에 놓이게 되었다.
케네디 독트린은 억지력을 약화시키고, 기술적으로 실현 불가능하며, 군비 경쟁을 부추기고, 정치적으로도 가능하지 않다는 생각 때문에 핵전쟁을 벌일 능력을 포함하지 않았다.
또한 대분란전과 비정규군, 비정규 전술, 그리고 "시민 행동" 프로그램의 개발에도 중요성이 부여되었다.

## 단계
최초 공격을 제외한 소련의 모든 군사 행동에 대응하기 위한 단계별 계획이 고안되었다. 1966년 10월 7일, NATO 군사 위원회의 비공식 회의에서 다양한 비상 사태에 대비한 선택의 유연성을 요구했다. 1967년 말에 승인된 새로운 NATO 전략 개념 MC 14/3은 NATO에 대한 공격에 대한 세 가지 유형의 군사적 대응을 구상했다.
- 직접 방어: 재래식 소련 공격(즉, 비핵 공격으로, 최초 공격으로 간주되지 않음)의 경우, 초기 노력은 재래식 무기로 소련의 진격을 막으려는 것이었다. 이는 NATO의 유럽군인 유럽 연합군 최고사령부가 서독에 대한 예상되는 소련 공격을 저지하려고 노력하는 것을 의미했다.

- 의도적 확전: 만약 재래식 NATO 병력이 소련의 공격에 굴복하고 있다면, 이는 소련 사단이 NATO 사단보다 훨씬 많다는 정보로 실제로 예상되었다. 그러면 "가능한 한 전투의 범위와 강도를 높여 통제하면서 공격을 물리치기" 위한 일련의 가능한 조치들이 "핵 대응 위협"과 함께 취해질 것이다. 제공된 예시에는 "비핵 교전을 확대하거나 강화하고, 저강도 공격에 대응하여 다른 전선을 열거나 해상에서 작전을 개시할 수 있음", "핵무기 시위 사용", "요격 목표에 대한 선택적 핵 공격" 등이 포함되었다. 이 단계에서 NATO군은 최근 개발된 전술 핵무기(예: 핵 포병)와 같은 제한된 핵무기 사용으로 전환할 수 있었다.

- 일반 핵 대응: 마지막 단계는 상호확증파괴 시나리오와 거의 일치했다. 공산권에 대한 전면적인 핵 공격은 소련이 이미 그렇게 하지 않았더라도 상응하는 소련의 대응으로 이어질 가능성이 높았다.[1]

## 전략 삼원색의 발전
1960년까지 미국은 ICBM, SLBM, 전략폭격기라는 세 가지 전략군 수단을 가지고 있었다. 이 삼원색은 미국이 다른 두 군과 독립적인 하나의 전략군으로 소련에 용납할 수 없는 피해를 입힐 수 있게 했다. 이들 서로 다른 군은 각자의 장점과 단점을 가지고 있었다. 폭격기는 많은 탑재물을 운반하고 높은 정확도로 공격할 수 있었지만, 느리고 지상에서 취약했으며 격추될 수 있었다. ICBM은 지하 격납고에서 지상에서 안전했지만, 폭격기보다 정확도가 떨어졌고 발사되면 회수할 수 없었다. 잠수함은 가장 취약하지 않았지만 가장 정확도가 떨어졌고 때로는 통신이 좋지 않을 수 있었다. 이들 각 군은 미국에 상황에 맞춰 대응을 조정할 수 있는 다양한 옵션을 제공했다.

## 2.5개 전쟁 독트린
유연한 대응의 일부는 다양한 유형의 전쟁에 대비하여 다양한 병력을 개발함으로써 전체 폭력 스펙트럼에서 싸울 수 있는 전략이었다. 이는 동시에 여러 전쟁을 수행할 수 있음을 의미했다. 특히 미국은 평시에 두 개의 대규모 지역 전쟁과 작은 국지전을 동시에 수행할 수 있는 능력을 갖춰야 했다. 이로 인한 결과는 미군 병력 태세에 대한 모집, 투자 및 연구를 늘리는 것이었다.

## 확증 파괴
케네디의 유연한 대응을 위한 전략 교리는 확증 파괴였다. 유연한 대응은 제2격 능력을 억지력의 기본 원칙으로 삼았다. 소련의 핵 공격 시, 소련은 미국의 충분한 핵 능력이 그들의 공격에서 살아남아 그들의 도시와 산업을 파괴할 것이라는 것을 알게 될 것이다. 로버트 맥나마라는 산업의 50%와 인구의 25% 파괴를 "용납할 수 없는" 것으로 정의해야 한다고 주장했다. 억지력은 폭력과 침략이 이득이 되지 않는다는 것을 보여주는 영향력에 달려 있었고, 미국이 적에게 가할 의지가 있는 파괴 수준을 명확히 밝히는 것이 이 점을 설명하는 한 가지 방법이었다. 확증 파괴는 처벌, 정밀성, 신뢰성에 의한 억지력에 의존했다.

### 도시 불타격 교리
맥나마라 국방장관은 공세와 방어에 대한 별도의 전략을 개발하여 미국의 피해를 제한하고자 했다. 공세 전략은 대병력 전략으로, 소련의 군사 시설과 장비를 파괴하여 사용되기 전에 무력화시키는 것을 목표로 했다. 1962년 미시간 대학교 연설에서 맥나마라는 미국이 핵전쟁 초기에 역가치 목표(도시)를 공격하는 것을 삼가고, 소련이 유사한 자제를 보이지 않을 경우 전쟁 후반에 그러한 전력을 보류할 것이라고 발표했다. 이는 소련이 미국 도시를 아끼도록 유도할 뿐만 아니라, 소련이 보존하고 싶어할 수 있는 무언가를 볼모로 잡아 미국에 협상 우위를 확보할 것이었다.
방어 전략은 다가오는 소련 미사일을 요격하는 시스템을 개발하는 것을 포함했다. 폭격기는 쉽게 격추될 수 있었지만, 미사일은 여전히 신뢰할 만한 위협으로 남아 있었다. 그 결과, 미국은 탄도탄 요격 미사일 프로그램을 개발하기 시작했으며, 나이키 미사일을 수정하여 다가오는 미사일을 요격했다. 그러나 궁극적으로 이 프로그램은 탄도탄 요격 미사일 조약의 채택으로 폐기되었다.

## 더 읽어보기
- Poole, Walter S (2013), 《Adapting to Flexible Response, 1960–1968》, Washington, DC: Office of the Secretary of Defense, 467 pp.; online.
- Wilson, John B. (1998). 〈XII: Flexible Response〉. 《Maneuver and Firepower: The Evolution of Divisions and Separate Brigades》. 미국 육군 군사 연구소. CMH Pub 60-14.